# Karapürçek (district)
Karapürçek is een Turks district in de provincie Sakarya en telt 12.250 inwoners (2007). Het district heeft een oppervlakte van 170,5 km².
De bevolkingsontwikkeling van het district is weergegeven in onderstaande tabel.
| 1997  | 2000   | 2007   |
| ----- | ------ | ------ |
| 9.958 | 11.073 | 12.250 |